# Wide Range

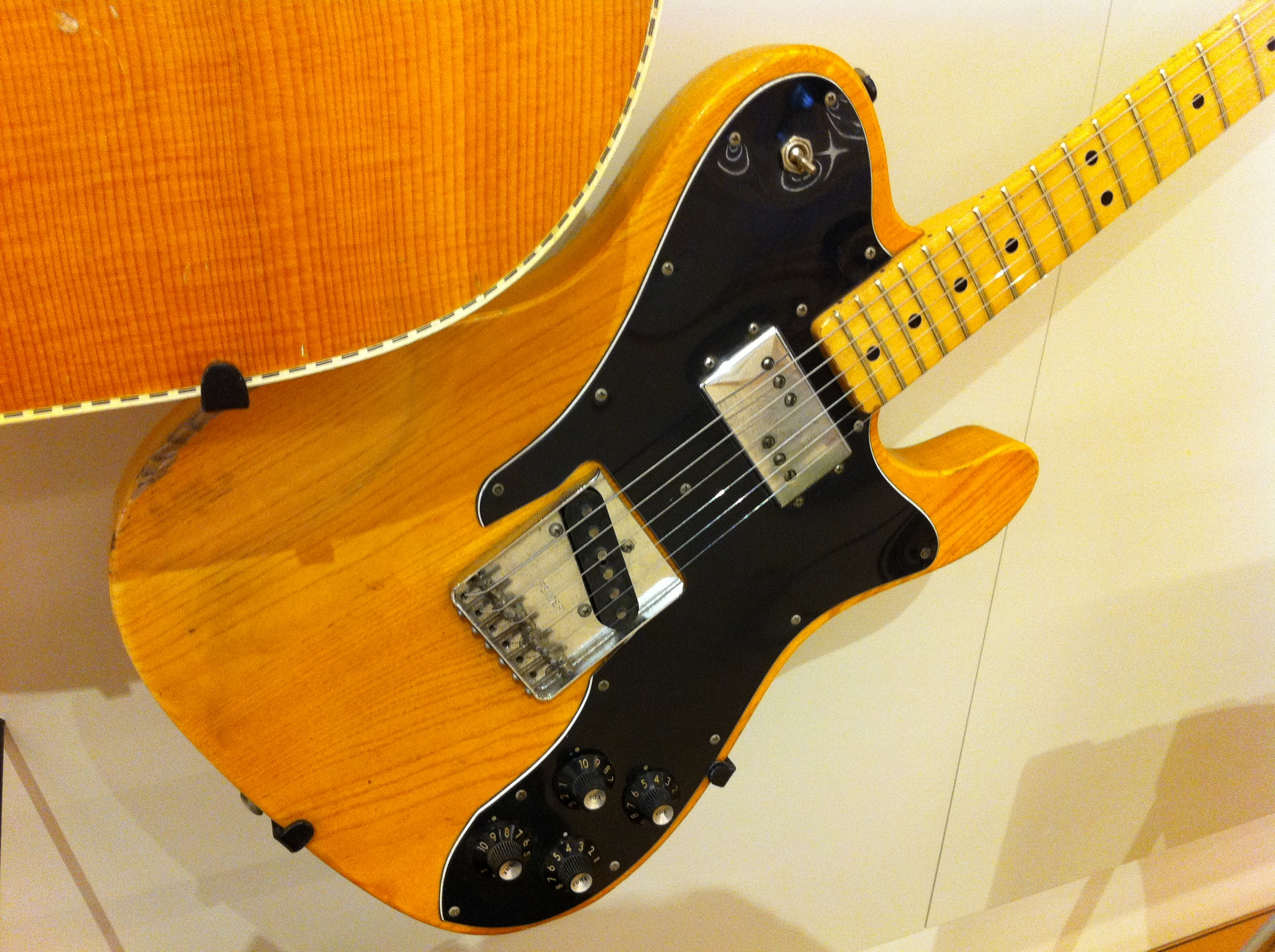
Une guitare de la marque fender

Le Wide Range est un micro de guitare électrique à double bobinage, développé par Seth Lover pour la firme Fender au début des années 70.

## Origines
À la fin des années 60, le marché de la guitare électrique est déjà très structuré. Le segment le plus important est dominé par deux marques : Fender et Gibson. Depuis 1951 et la commercialisation de la Telecaster, Fender ne propose que des modèles pourvus de micros à simple bobinage, alors que Gibson, qui avait fait figure de suiveur sur la première décennie (1950-1960) en matière de guitare électrique, dispose d'une gamme désormais étendue et en bonne partie équipée de micros à double bobinage, considérés comme une solution plus moderne, et de fait plus adaptée aux goûts musicaux évoluant vers des sons plus saturés.
Pour combler ce retard, Fender demande à Seth Lover, qui a mis au point les premiers Humbuckers proposés par Gibson, de concevoir un micro Humbucker permettant de concurrencer les productions de Gibson, tout en préservant une certaine différenciation sonore : Fender avait toujours privilégié (avec succès) les sonorités claires, nettes et « cristallines ».

## Guitares concernées
Le micro Wide Range est ainsi proposé à partir de 1971 en standard sur 3 modèles de la gamme Telecaster : Deluxe et Thinline (2 Wide Range), et Custom (1 Wide range près du manche), ainsi que sur la Starcaster. Le Wide Range restera monté sur ces modèles jusqu'à leur disparition du catalogue en 1979
Fender Japon proposera à partir de 1983 des rééditions de certains modèles équipés d'une réédition de Wide Range, différant toutefois du modèle original, tant en construction qu'en sonorité. Une réédition mexicaine, de conception différente, a également vu le jour en 1998.
Le Wide Range est à nouveau disponible sur des versions "Made in USA", sur la base de sa réédition mexicaine de 1998.

## Conception et construction
Le Wide Range d'origine est conceptuellement très proche des micros simple bobinage Fender, avec un pôle magnétique indépendant par corde (contrairement aux micros Gibson comprenant un ou plusieurs aimants, mutualisés pour l'ensemble des cordes).
Le design (visible) souhaité étant un micro avec capot et vis apparentes, il était difficile d'utiliser l'alliage "habituel" d'aluminium/nickel/cobalt ("AlNiCo"), qui pose des problèmes techniques d'usinage. Il fut donc décidé d'employer un alliage de cuivre/nickel/fer ("CuNiFe"), usiné en petites barres cylindriques filetées : 6 sont placées tête en haut et apparente, les 6 autres tête en bas.
Le micro a des dimensions légèrement supérieures au Humbucker Gibson, et se fixe en suspension à l'aide de 4 vis. Pour des raisons esthétiques, 6 têtes de vis sont apparentes au-dessus du capot, et par souci de différenciation : 3 par bobinage et non 6 sur le même bobinage comme sur le micro Gibson.
Les caractéristiques sonores du Wide Range des années 70 lui sont propres, avec une définition supérieure aux Humbucker Gibson de cette époque et des graves ronds et "chauds" typiques du système à double bobinage.
Les rééditions japonaises sont différentes de l'original, par le matériau utilisé pour les aimants (céramique).
Les rééditions mexicaines sont conceptuellement des Humbuckers de type Gibson (un aimant unique en AlNiCo sous les bobinages) et ont un son plus proche de ces derniers que du modèle original.
On peut toutefois trouver aujourd'hui des répliques fidèles du Wide Range d'origine auprès de sociétés spécialisées dans la réalisation de micros haut de gamme comme Lollar ou Curtis Novak ainsi que chez le fabricant français Hepcatpickups.